# Цзянгань
Цзянга́нь (кит. упр. 江干, пиньинь Jiānggàn, палл. край реки (Фучуньцзян)) — район городского подчинения города субпровинциального значения Ханчжоу провинции Чжэцзян (КНР).

## История
В имперское время эти земли входили в состав уездов Цяньтан (钱塘县) и Жэньхэ (仁和县). После образования Китайской Республики был создан уезд Хансянь (杭县). В 1927 году урбанизированная часть уезда Хансянь была выделена в отдельный город Ханчжоу.
Когда в мае 1949 года Ханчжоу был занят войсками коммунистов, то район № 5 был переименован в Цзянгань. В последующие годы его граница с районами Шанчэн и Сячэн не раз менялась. В конце 1990-х ряд земель района были объявлены зонами экономического и технического развития. После реформы 2004 года район стал делиться на 6 уличных комитетов и 4 посёлка. В 2014 году все посёлки были преобразованы в уличные комитеты.

## Административное деление
Район делится на 10 уличных комитетов.